# Пхунчолінг
Пхунчолінг (дзонґ-ке ཕུན་ཚོགས་གླིང་) — місто на півдні Бутану (в дзонгхагу Чукха) на кордоні з Індією, через яке проходить єдине шосе, що з'єднує Індію та Бутан.
Населення міста — 20 537 осіб (перепис 2005 р.), за оцінкою 2012 року — 23 915 осіб, це друге за величиною місто Бутану.
Місто частково відкрите для іноземних туристів, яким для в'їзду в решту Бутану необхідно проходити через складні візові процедури.
В межах міст Пхунчхолінг і Джайгаона мешканці Індії та Бутану можуть переміщуватися без прикордонних формальностей. Істотну частину населення Пхунчолінгу становлять індійці. Пхунчолінг має велике значення для зовнішньої торгівлі Бутану як транзитний пункт для перевезення товарів.
Бутанське місто Пхунчонлінг межує з індійським містом Джайгаона.

## Транспорт
На північ від Пхунчолінгу йде шосе довжиною 172 км до Тхімпху, столиці Бутану, через Геду і Чука, з відгалуженням на Паро. Від Пхунчолінгу до індійського кордону веде дорога AH48. До Індії з Пхунчолінгу ходить автобус по асфальтованому шосе до Сіліґурі (160 км), також є автобусне сполучення з містами Західної Бенгалії Дарджилінгом і Калімпонґом. Маршрут індійських автобусів закінчується в прикордонному місті Джайгаон на індійській стороні кордону від Пхунчолінгу.
Передбачається з'єднати Пхунчолінг 17-кілометровою залізничною гілкою з Хасімарою (Західний Бенгал), в результаті чого місто буде з'єднане з індійською залізничною мережею.
Існує також проект будівництва малого аеропорту Тоорса в околиці міста.

## Злочинність
Через активні відносини з Індією у місті зростає торгівля наркотиками і проституція, тому бутанська влада виявляє занепокоєння.
У 1964 році в Пхунчхолінгу був убитий прем'єр-міністр Бутану Джігме Дорджі. Вбивство мало політичний характер, причиною якому служив конфлікт між різними урядовими угрупованнями в питанні про відкриття Бутану.

## Цікаві факти
У Пхунчолінгу було відкрито перше поштове відділення в Бутані. Це сталося 10 жовтня 1962 року — цей день вважається днем народження пошти Бутану.

## Визначні пам'ятки
- Монастир Карбанді[4]
- Монастир Зангтопелрі (англ. Zhangthopelri Lhakhang, Zangtho Pelri)[5]
- Пхунчолінг-лакханг[4]
- Камжі-лакханг[4]

## Спорт
- Пхунчолинг (стадіон)
- Бутан Клірінг — футбольна команда міста.